# L'Homme inusable
Pour plus de détails, voir Fiche technique et Distribution.
L'Homme inusable est un film muet français réalisé par Raymond Bernard, sorti en 1923.

## Synopsis
Un homme en train d'agoniser est soigné par une infirmière qui soit s'absenter. Il voit soudain une apparition de Saint Nicolas, qui lui procure l'immortalité. Il lui arrive alors toutes sortes d'aventures, et il échappe aux pires catastrophes.

## Fiche technique
- Titre : L'Homme inusable
- Réalisation : Raymond Bernard
- Assistant-réalisateur : Henri Debain[1]
- Scénario : Raymond Bernard, Tristan Bernard
- Société de production : Société Les Films Tristan Bernard
- Société de distribution : Pathé Consortium Cinéma
- Pays d'origine :  France
- Langue : film muet avec les intertitres  en français
- Format : Noir et blanc — 35 mm — 1,33:1 — Muet
- Métrage : 820 mètres (3 bobines)
- Genre : Comédie
- Durée : 27 minutes et 20 secondes
- Numéro de catalogue Pathé : 9035
- Dates de sortie :
  -  France : 10 janvier 1923 (Palais de la Mutualité, Paris, première) | 9 mars 1923 (sortie nationale)

## Distribution
- Raymond Bernard : Planchet
- Madame Ahnar : la soupirante de Planchet
- Albert Préjean
- André Feramus
- Sylvia Grey